# Frédéric Kanouté
 (septembre 2012).
Si vous disposez d'ouvrages ou d'articles de référence ou si vous connaissez des sites web de qualité traitant du thème abordé ici, merci de compléter l'article en donnant les références utiles à sa vérifiabilité et en les liant à la section « Notes et références ».
Pour les articles homonymes, voir Kanouté.
Frédéric Kanouté, né le 2 septembre 1977 à Sainte-Foy-lès-Lyon en France, est un footballeur international malien évoluant au poste d'attaquant. Il a été le meilleur buteur de la sélection malienne en inscrivant vingt-trois buts entre 2004 et 2010.
Considéré comme l'un des meilleurs attaquants africains de tous les temps, Kanouté marque 136 buts en sept saisons avec le Séville FC. Entre 2006 et 2007, il rentre dans l'histoire du club andalou en marquant à sept reprises (dont un triplé contre le Real Madrid CF) en six finales disputées. Il gagne deux Coupes UEFA avec Séville, et fait partie de l'équipe qui est resté en tête du classement mondial des clubs par l'IFFHS durant une année complète en 2006.
Il remporte le titre de Ballon d'or africain de l'année 2007, devenant ainsi le premier joueur à avoir gagné cette distinction qui soit né hors d'Afrique. En 2008, Kanouté est désigné meilleur joueur étranger de l'histoire du Séville FC par le quotidien sportif espagnol As. Il est considéré par beaucoup comme étant l'un des meilleurs joueurs de l'histoire du club. Kanouté est d'ailleurs le meilleur buteur étranger, dépassant ainsi le record du Croate Davor Šuker et est le meilleur buteur en compétition européenne du club (onze buts) ainsi que le quatrième meilleur buteur général du club avec un total de 136 buts.
Le joueur franco-malien est connu et respecté pour son attachement à ses valeurs humaines et son engagement humanitaire, avec la création de Fundación Kanouté.

## Biographie

### Carrière en club

#### Les débuts: Olympique lyonnais (1997-2000)
Né d'une mère française et d'un père malien, Frédéric Oumar Kanouté commence le football dans un petit club local, Charcot. Le talent de Kanouté en tant qu'attaquant est remarqué par le grand club de sa région (l'Olympique lyonnais) lors d'un tournoi, il rejoint ainsi le club et fait ses débuts dans le monde du football professionnel avec l'équipe première en 1997. Il fait sa première apparition lors d'un match de Coupe Intertoto, face aux polonais de Odra Wodzisław Śląski.
À ses débuts, Kanouté devient petit à petit un joueur régulier de l'OL, il sera alors utilisé plutôt comme un milieu offensif polyvalent. Il inscrit son premier but en championnat sous les couleurs lyonnaises par une petite demi-volée du pied droit lors d'une victoire 3-1 face au RC Strasbourg. Pour sa 1re saison, il inscrit 6 buts en championnat, 2 en Coupe d'Europe, et joue un total de 30 matchs. Cependant ses deux saisons suivantes sont gâchées par une blessure, et à son retour, il est barré par un certain Sonny Anderson en grande forme.
Après de bons débuts, mais une suite un peu plus difficile, il sera prêté avec option d'achat au West Ham United de Harry Redknapp, évoluant en Premier League.

#### L'expérience anglaise: West Ham et Tottenham (2000-2005)
Ses premiers pas en Angleterre, sont très prometteurs, il forme d'ailleurs un duo solide avec l'attaquant italien Paolo Di Canio. Apprécié pour ses grandes capacités footballistiques, Kanouté est parfois aussi critiqué pour son attitude trop décontractée sur les terrains. Néanmoins, Kanouté s'affirme de plus en plus chez les Hammers et inscrit 26 buts les deux saisons suivantes. La saison 2002/2003 est par contre difficile car West Ham se voit être relégué en deuxième division.
Néanmoins, les fans des Hammers garderont un bon souvenir de Kanouté, du fait qu'il ait marqué les buts victorieux contre des équipes comme Chelsea ou bien encore Arsenal. Après 33 buts en 89 rencontres, Kanouté signe chez les Spurs de Tottenham.
C'est lors de sa première saison (2003-2004) à Tottenham, que Kanouté connaîtra ses premières sélections avec l'équipe du Mali, il participera à la CAN 2004, il y terminera meilleur buteur ex-æquo (4 buts) en étant demi-finaliste (4e place).
Avec le club anglais, le bilan est encore respectable, il inscrit 7 buts en 27 matchs de Premier League, et 5 buts en 4 matchs de Coupe d'Europe, la saison suivante, il marque 9 buts. Sous le maillot de Tottenham, Kanouté marqua à 21 reprises en 72 parties disputés. Lors d'un match face à Everton, il inscrit un but d'anthologie sur un une-deux avec un coéquipier, en reprenant par une demi-volée en pleine lucarne d'une vingtaine de mètres. Après 5 ans passés en Angleterre et ayant fortement gagné en expérience, Kanouté s'engage à l'été 2005 au FC Séville pour une somme de 6,5 millions d'euros.
Il aura joué en Angleterre 144 matchs de Premier League dont 120 comme titulaire, en ayant inscrit 43 buts, 10 matchs de League Cup dont 8 comme titulaire en inscrivant 4 buts, et 11 matchs de FA Cup dont 11 comme titulaire pour 7 buts.
Sa carrière prendra alors un tout nouvel essor à 28 ans, alors qu'il était un milieu offensif pouvant évoluer à droite ou au centre, Kanouté prendra sa véritable vocation en étant replacé en tant qu'avant-centre. Le joueur franco-malien aura une tout autre dimension en Espagne.

#### Une nouvelle aventure en Espagne et un premier titre: FC Séville (2005-2006)
L'adaptation de Kanouté avec son nouveau club, dure un certain moment. Il inscrit seulement 6 buts en 32 matchs. Mais en revanche, le malien se montrera très décisif en Coupe UEFA, en inscrivant le même nombre de buts en 11 matchs.
Auteur d'une saison moyenne, il termine sa saison de la meilleure des manières en participant à la finale de la Coupe UEFA face aux Anglais de Middlesbrough. Alors qu'il rentre en jeu au début de la deuxième mi-temps en remplaçant Javier Saviola, son équipe mène en effet 1 à 0, grâce à un but de Luís Fabiano, les Espagnols tuent le match en fin de partie grâce à un doublé de Enzo Maresca, menant ainsi 3-0. Quant à Kanouté, il parachève le triomphe de son équipe en marquant le 4 à 0, afin de finir une saison en toute beauté.
Kanouté et Séville écrivent ainsi chacun une page de leur histoire, c'est le premier titre que gagne Kanouté en tant que joueur professionnel à l'âge tardif de 28 ans, tandis que pour Séville, cette victoire confortable est aussi historique, puisque le club n'avait plus remporté de titre depuis son succès en Coupe d'Espagne en 1948. Au niveau européen, les Andalous n'avaient jamais dépassé le niveau des quarts de finale avant cette année.
La saison 2006-2007, sera une véritable révélation pour Kanouté qui se muera en un véritable buteur.

#### La révélation: FC Séville (2006-2007)
Cette nouvelle saison commence sur de très bon rails pour le club andalou, avec des joueurs en pleine explosion comme Luís Fabiano, Dani Alves et Kanouté, FC Séville domine le FC Barcelone, vainqueur de la Ligue des champions en finale de la Supercoupe de l'UEFA par le score de 3 à 0. Kanouté inscrit le deuxième but de son équipe et permet ainsi à Séville d'enchaîner avec un nouveau titre.
Le 10 octobre 2006, il inscrit le 3000e but de l'histoire du club face à la Real Sociedad, lors d'une victoire 1 à 3.
En Coupe UEFA, le club récidive la même performance que l'année passé et arrive à nouveau en finale, cette fois face à des adversaires locaux, l'Espanyol Barcelone. Alors que le club andalou ouvre le score par Adriano, il se fait rejoindre et le match va en prolongations. À la 105e minute de jeu, Kanouté délivre les siens en marquant le 2 à 1, mais l'Espanyol égalise à nouveau, à 4 minutes de la fin du temps réglementaire, le match s'en va ainsi jusqu'aux tirs au but. Kanouté tire et marque le premier penalty, le FC Séville s'impose 3 à 1 lors de la séance des tirs au but. Kanouté est à nouveau l'un des grands artisans de la victoire de Séville, et rentre dans l'une des époques les plus glorieuses du club.
Le club arrive notamment en finale de la Copa Del Rey et bat le Getafe CF, sur le score de 1 à 0, à nouveau sur un but de l'indispensable Kanouté.
L'attaquant malien a un très bon rendement pour le club en marquant un total de 30 buts en terminant ainsi 3e meilleur buteur du championnat d'Espagne. De plus, il a aussi largement contribué aux victoires de titres en inscrivant un but à chaque finale disputée.
La saison suivante est la confirmation de la place qu'occupe Kanouté dans l'effectif du club, celle d'un joueur clé.

#### La confirmation: FC Séville (2007-2008)
Comme la saison précédente, Séville démarre très bien, mais cette fois en Supercoupe d'Espagne. Le 19 août 2007, ils battent en effet le Real Madrid CF sur le score de 5-3, avec une performance à nouveau extraordinaire de Kanouté, qui signe un hat-trick.
Le joueur rentre de ce fait dans l'histoire du club en étant le seul joueur à avoir marqué à chaque fois lors de 5 finales disputées (Coupe UEFA 2006, Supercoupe d'Europe 2006, Coupe du Roi 2007, Coupe UEFA 2007 et Supercoupe d'Espagne 2007). Il marque donc durant 5 finales consécutives, toutes remportées, pour un total de 7 buts.
Néanmoins, quelques jours plus tard, en finale de la Supercoupe de l'UEFA, Séville s'incline sur le score de 3 à 1 face à l'AC Milan et Kanouté ne marque pas.
Le 2 février 2008, il est désigné footballeur africain de l'année 2007, par la confédération africaine de football. Ce titre récompense le grand travail de Kanouté avec le FC Séville lors de l'année 2006 et 2007.

#### Un joueur emblématique: FC Séville (2008-2012)
Ses buts importants, ses présences aux plus grands moments, font de Kanouté ainsi une véritable légende au sein du club, il devient un des joueurs les plus appréciés des supporters andalous et est considéré comme une grande personnalité.
En janvier 2009, il inscrit le deuxième but de son équipe face au Deportivo La Corogne, il célébrera ce but en arborant un t-shirt avec le slogan Palestine, en apportant son soutien au Palestiniens dans le conflit israélo-palestinien. Il sera pour cela sanctionné d'une amende de 3 000 euros. Mais il sera néanmoins soutenu par plusieurs personnes, telles que le joueur du Barça, Seydou Keita. En solidarité avec le joueur, le club iranien Zob Ahan décide de payer l'amende.
En avril 2009, lors de la 29e journée de la Liga, Kanouté réalise un nouvel exploit sur la pelouse du Recreativo de Huelva, il inscrit l'unique but de la rencontre sur pénalty, et de ce fait égale le record du Croate Davor Suker et devient le meilleur buteur étranger du club avec 90 réalisations. Par la suite, le Brésilien, Luís Fabiano dépassera également ce record.
Depuis les périodes glorieuses du club entre 2005 et 2007, le club connaît un passage à vide, mais réussit toujours à obtenir des bons résultats en figurant toujours dans le haut du classement en Liga, le club se fait devancer par le Real Madrid CF et le FC Barcelone, mais Kanouté n'en reste pas moins un joueur essentiel de l'effectif andalou, du fait qu'il se montre efficace, qu'il apporte toujours son soutien au club et de ce fait, il est le 2e capitaine du club derrière Andrés Palop.
Le 19 mai 2010, arrivent à nouveau, 3 ans plus tard, en finale de la Coupe du Roi, en éliminant entre autres le Barça en 8e de finale. Le club bat l'Atlético Madrid, vainqueur de la Ligue Europa sur le score de 2 à 0 grâce à des buts de Diego Capel et de Jesus Navas, Kanouté dispute l'intégralité de la rencontre.
Le 14 août 2010, en Supercoupe d'Espagne, face au FC Barcelone, les Andalous sont menés dès la 20e minute de jeu par Zlatan Ibrahimović, Luís Fabiano égalise à la 62e minute de jeu. Kanouté rentre à la 63e, et 10 minutes plus tard, il inscrit un but d'un plat du pied puissant et s'offre un doublé en fin de match sur une tête piquée et montre à nouveau toute son importance lors des grands rendez-vous. Mais au match retour, Séville se fait surclasser et perd 4 à 0.
Le 18 juin 2011 à l'âge de 33 ans, il prolonge son contrat d'une année au plus grand bonheur des supporters du FC Séville, en rejetant des offres venant notamment de Suisse.
Le 23 octobre 2011, lors d'un match face au FC Barcelone (0-0), Kanouté et Cesc Fàbregas s'embrouillent après un penalty accordé au Barça, que Lionel Messi ratera. Fabregas est en effet présumé avoir tenu des propos racistes envers Kanouté, ce qu'il niera. Néanmoins, les deux hommes régleront leurs problèmes à l'amiable au téléphone.
Alors qu'entre 2005 et 2010, Séville connaît l'une des pages les plus fastes de son histoire, la saison 2011-2012 s'avère particulièrement difficile pour le club qui peine à enchaîner les bons résultats. Kanouté lance alors un appel aux supporters sévillans:  « Nous avons besoin que les supporters nous soutiennent, pas qu’ils nous critiquent ou qu’ils nous sifflent sur le terrain. S’ils veulent le faire, qu’ils le fassent après les matches, car nous avons besoin d’eux. (…) Je n’ai jamais vécu une situation similaire en sept ans de carrière à Séville. Et je souffre. Mais se plaindre ne sert à rien, nous devons seulement nous mettre au travail et sortir de là au plus vite. » 
Kanouté s'affirme ainsi comme un pilier du vestiaire et lance plusieurs appels à l'unité.
Lors de la 32e journée de la Liga 2011-2012, Kanouté est victime d'un claquage à l'adducteur droit.

#### Fin de carrière en Chine
En discussion avec le club iranien du Mes Kerman, il décide finalement le 1er juillet 2012 de signer un contrat de deux saisons en faveur du club chinois de Beijing Guoan en raison notamment de l'aspect financier que représente cette opportunité, il rejoint ainsi Nicolas Anelka, Didier Drogba, Seydou Keita ou Yakubu Aiyegbeni dans ce championnat,. Il y termine sa carrière en novembre 2013.

### Carrière internationale

#### Avec les Aigles du Mali
Sa carrière internationale a débuté par quelques sélections en équipe de France espoirs de football en 1999 et une sélection en équipe A' en 2001. Possédant la double nationalité franco-malienne, il bénéficie d'un changement de règlement de la FIFA à la veille de la coupe d'Afrique des nations 2004 en Tunisie, qui lui permet de jouer avec l'équipe nationale du Mali.
Face au Kenya, lors du 1er match de poules, alors que le score est de 1 à 1 partout, Kanouté donne la victoire aux aigles du Mali en marquant un doublé à la 63e et à la 81e minute de jeu. Il marque ensuite à nouveau lors d'un match contre le Burkina Faso, soldé par une victoire 3 à 1. Le Mali arrache le nul face au Sénégal et termine premier de son groupe devant ces derniers en se qualifiant pour les quarts de finale.
En quarts de finale, opposé à la Guinée, les maliens se font mener dès la 15e minute de jeu, Kanouté joue les sauveurs en égalisant en fin de 1re mi-temps et Mahamadou Diarra qualifie le Mali en marquant à la dernière minute de jeu. Les maliens sont donc à nouveau de retour dans le Top 4 du continent africain.
En demi-finale, les rêves maliens s'envolent face au Maroc, ils s'inclinent en effet 4 à 0. Déçu par cette élimination, les Maliens perdent la petite finale 2 à 1 face au Nigeria.
Kanouté termine meilleur buteur ex-æcquo de la compétition (4 buts) et est sélectionné dans l'équipe type de la compétition aux côtés d'entre autres Jay-Jay Okocha et Youssouf Hadji. Logiquement après cette 4e place positive pour le Mali, Kanouté devient un joueur fétiche du peuple malien et commence à attirer la convoitise de grands clubs européens.
En 2007, il participe aux éliminatoires de la coupe d'Afrique des nations 2008. La qualification est obtenue le 12 octobre grâce à une victoire contre le Togo, match à l'issue duquel Frédéric Kanouté et son partenaire Mamady Sidibe sont agressés par des supporteurs du Togo ayant envahi le terrain. Lors de la coupe d'Afrique des nations 2008, l'équipe du Mali est éliminée au premier tour. Quelques jours après cette élimination, il a la consolation de recevoir la récompense de footballeur africain de l'année 2007 à cause de la non-présentation de Didier Drogba qui préparait un match avec son club, une distinction qui récompense tout de même les exploits de Kanouté avec son club. Lors de la coupe d'Afrique des nations 2010, à la suite de l'élimination dès le premier tour, il annonça sa retraite internationale déçu de ne pas avoir gagné la compétition.
Il déclarera: « La vie est ainsi. Je regrette de ne pas avoir réussi à aider ma sélection à aller le plus loin possible dans cette CAN, qui marque mon retrait de la sélection ».
Néanmoins, Kanouté a été pendant plusieurs années le meilleur buteur de l'histoire du Mali avec 23 buts en 39 sélections. Il a été dépassé par Seydou Keïta, qui a marqué son 24è but, le mercredi 19 novembre 2014, au stade du 26 Mars, contre l’Algérie (2-0), au compte de la 6ᵉ et dernière journée des éliminatoires de la CAN 2015.

### En dehors des terrains
Discret, Frédéric Kanouté évoque toutefois à plusieurs reprises sa conversion à l'islam alors qu'il était âgé de 20 ans. Une partie de sa famille, dont son père, est musulmane et une autre chrétienne. Au début de la saison 2006-2007, il a refusé pendant quelques matchs de jouer avec un maillot dont le sponsor était un site de pari en ligne. Fin 2007, il sauve de la fermeture une mosquée de Séville en versant une somme importante.
Il s'occupe depuis 2006 d'une fondation pour les enfants du Mali. En mai 2008, il organise avec l'Unicef un match entre le FC Séville et une sélection de joueurs pour obtenir des fonds pour lutter contre la mortalité infantile en Afrique.
Le 7 janvier 2009, lors de la guerre de Gaza de 2008-2009, il soutient les Palestiniens en arborant un t-shirt après avoir marqué le deuxième but de son équipe durant la Coupe d'Espagne de football face au Deportivo La Corogne, ce qui lui vaudra une amende entre 2000 et 3 000 euros.
Dans le cadre de l’affaire Tariq Ramadan, il signe une tribune le 21 février 2018 sur le site Mediapart aux côtés d'une cinquantaine de personnalités « pour une justice impartiale et égalitaire » à l'égard de Tariq Ramadan, mis en examen pour viols et placé en détention provisoire, et dans laquelle il est demandé de libérer immédiatement ce dernier en raison de son état de santé.

## Palmarès

### Avec le FC Séville
- Ligue Europa (2) :
  - Vainqueur : 2006 et 2007
- Copa del Rey (2) :
  - Vainqueur : 2007 et 2010
- Supercoupe de l'UEFA (1) :
  - Vainqueur : 2006
  - Finaliste : 2007
- Supercoupe d'Espagne (1) :
  - Vainqueur : 2007
  - Finaliste : 2010

### Avec la sélection malienne
- Coupe d'Afrique :
  -  Demi-finaliste de la CAN 2004 (4e place)

## Buts en sélection
| 1 et 2   | 26/01/2004 | Kenya        | CAN 2004                                            |
| 3        | 30/01/2004 | Burkina Faso | CAN 2004                                            |
| 4        | 07/02/2004 | Guinée       | CAN 2004                                            |
| 5        | 19/06/2004 | Zambie       | Coupe du monde de football de 2006 (qualifications) |
| 6        | 18/08/2004 | RD Congo     | Match amical                                        |
| 7        | 05/09/2004 | Sénégal      | Coupe du monde de football de 2006 (qualifications) |
| 8        | 28/05/2006 | Maroc        | Match amical                                        |
| 9        | 16/08/2006 | Tunisie      | Match amical                                        |
| 10       | 25/03/2007 | Bénin        | CAN 2008 (qualifications)                           |
| 11       | 12/10/2007 | Togo         | CAN 2008 (qualifications)                           |
| 12       | 21/01/2008 | Bénin        | CAN 2008                                            |
| 13 et 14 | 07/06/2008 | Tchad        | Coupe du monde de football de 2010 (qualifications) |
| 15 et 16 | 14/06/2008 | Soudan       | Coupe du monde de football de 2010 (qualifications) |
| 17       | 22/06/2008 | Soudan       | Coupe du monde de football de 2010 (qualifications) |
| 18       | 11/02/2009 | Angola       | Match amical                                        |
| 19       | 28/03/2009 | Soudan       | Coupe du monde de football de 2010 (qualifications) |
| 20       | 21/06/2009 | Bénin        | Coupe du monde de football de 2010 (qualifications) |
| 21       | 11/10/2009 | Soudan       | Coupe du monde de football de 2010 (qualifications) |
| 22       | 10/01/2010 | Angola       | CAN 2010                                            |
| 23       | 18/01/2010 | Malawi       | CAN 2010                                            |

## Distinctions individuelles
- Meilleur buteur ex-æcquo de la CAN 2004 (4 buts, 5 matchs)
- Membre de l'équipe type de la CAN 2004 en tant qu'attaquant
- Seul joueur à avoir marqué au moins une fois lors de 5 finales consécutives avec le FC Séville (2006 - 2007)
- Ballon d'or africain 2007
- Élu meilleur joueur étranger de l'histoire du FC Séville par le quotidien espagnol As
- Deuxième du Lion d'or africain en 2007
- Depuis avril 2009, meilleur buteur étranger du FC Séville avec plus de 90 buts
- 4e meilleur buteur de l'histoire du FC Séville avec 135 buts
- 2e meilleur buteur de l'histoire de la sélection malienne avec 23 buts